# Jallianwala Bagh

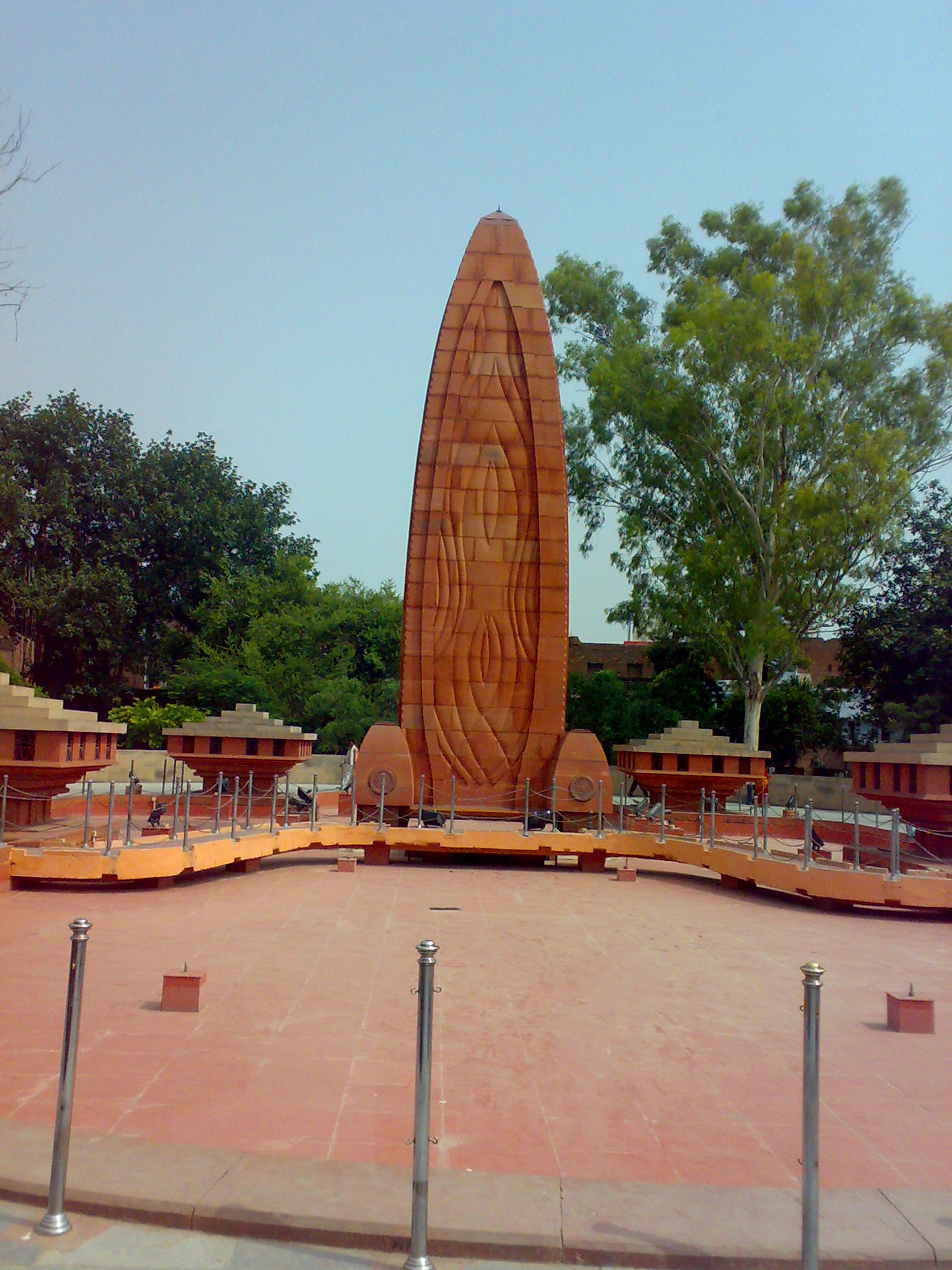
Đài tượng niệm Jallianwala Bagh, Amritsar

Jallianwala Bagh (Punjabi: ਜਲ੍ਹਿਆਂਵਾਲਾ ਬਾਗ਼, Hindi: जलियांवाला बाग़) là một công viên công cộng ở thủ phủ hành chính Amritsar thuộc bang Punjab của Ấn Độ, và là đài tưởng niệm quốc gia quan trọng, thành lập năm 1951 để tưởng nhớ những người tuần hành trong hòa bình bị thảm sát trong Ngày đầu năm mới của người Punjabi, ngày 13 tháng 4 năm 1919 tại sự kiện Thảm sát Jallianwala Bagh. Theo nguồn tin chính thức từ cơ quan Ấn Độ thuộc Anh có 379 người thiệt mạng, và 1.100 người bị thương. Bác sĩ phẫu thuật Smith nói rằng có 1.526 nạn nhân. Con số người thiệt mạng thực tế cho đến nay vẫn không rõ, nhưng dường như phải cao hơn con số chính thức 379.
Vườn công viên của vụ thảm sát có diện tích 6,5 mẫu Anh (26.000 m2) nằm ở vùng lân cận của khu phức hợp Đền Vàng, đền thiêng liêng nhất của đạo Sikh.
Khu tưởng niệm do Jallianwala Bagh National Memorial Trust quản lý, được thành lập theo đạo luật Jallianwala Bagh National Memorial Act thông qua bởi Chính phủ Ấn Độ năm 1951.

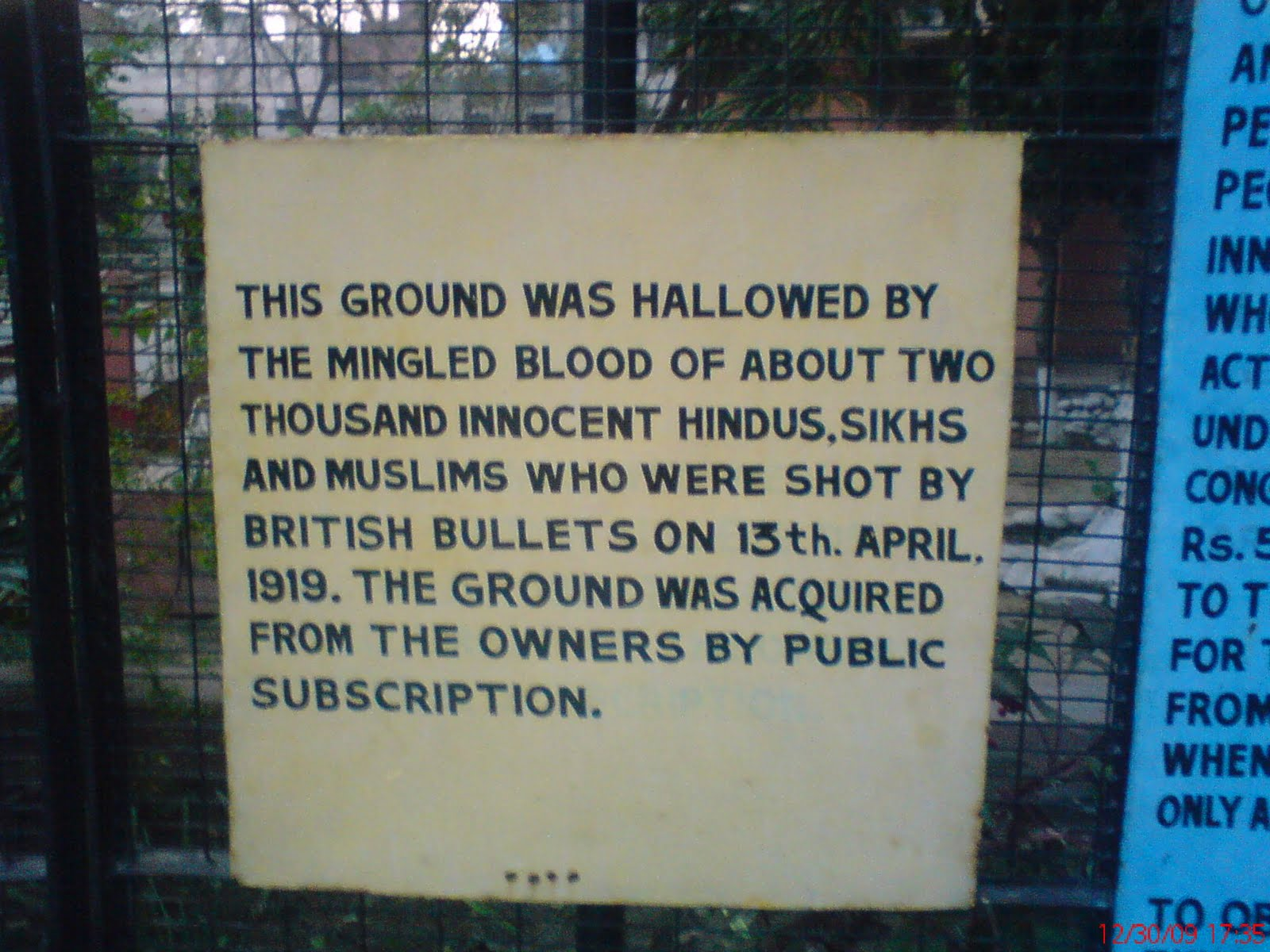
Bảng hiệu ghi lại sự kiện ở Jallianwala Bagh.